# Dani Olmo
Daniel „Dani“ Olmo Carvajal (* 7. Mai 1998 in Terrassa) ist ein spanischer Fußballspieler. Der offensive Mittelfeldspieler steht seit August 2024 beim FC Barcelona unter Vertrag und ist A-Nationalspieler.

## Karriere

### Vereine
Olmo spielte in der Jugend unter anderem für Espanyol Barcelona und wechselte 2007 in die Jugendakademie des Stadtrivalen FC Barcelona.
Als B-Jugendlicher gelangte er 2014 zum kroatischen Erstligisten Dinamo Zagreb, um dort die Position des zum FC Barcelona abgewanderten Alen Halilović im offensiven Mittelfeld auszufüllen. Im Februar 2015 rückte der Spanier in die erste Mannschaft auf, spielte aber auch weiterhin für die A-Jugendmannschaft. Sein Debüt im Herrenbereich gab er am 7. Februar 2015 (20. Spieltag) im Alter von 16 Jahren und neun Monaten beim 2:1-Sieg im Heimspiel gegen den NK Lokomotiva Zagreb nach einer Einwechslung für Paulo Machado in der 76. Minute. Mit der A-Jugendmannschaft kam Olmo am 16. September desselben Jahres bei der 0:2-Niederlage im Heimspiel gegen den FC Arsenal erstmals in der UEFA Youth League zum Einsatz. In der Spielzeit 2015/16 wurde der Mittelfeldspieler primär in der 2. HNL bei Dinamo Zagrebs zweiter Mannschaft eingesetzt. Für die erste Mannschaft kam er am 14. Mai 2016 (36. Spieltag) zu einem Ligaeinsatz und trug somit zum Double am Saisonende bei. Nachdem er in der Saison 2016/17 in 14 Ligaspielen eingesetzt worden war, entwickelte sich der Spanier in der Folgesaison zum Stammspieler. Es folgten zwei weitere Landesmeisterschaften sowie ein Pokalsieg und der Gewinn des kroatischen Supercups mit Dinamo.
Ende Januar 2020 wechselte Olmo nach Deutschland zum Bundesligisten RB Leipzig, bei dem er einen bis zum 30. Juni 2024 laufenden Vertrag unterschrieb. Olmo etablierte sich sofort als Stammspieler und erreichte mit Leipzig in der Saison 2019/20 das Halbfinale der Champions League, in dem man gegen Paris Saint-Germain ausschied. In der Spielzeit 2021/22 gewann er mit dem Verein den DFB-Pokal. Im Finale gegen den SC Freiburg stand Olmo auf dem Platz und erzielte im Elfmeterschießen eines der Tore für RB Leipzig. Auch in der Saison 2022/23 war er mit seiner Mannschaft im Pokal siegreich. Beim anschließenden DFL-Supercup Mitte August 2023 erzielte Olmo alle drei Tore beim 3:0-Sieg über den FC Bayern München.
Zur Saison 2024/25 kehrte Olmo in seine Heimat zurück und wechselte zum FC Barcelona. Er unterschrieb einen Vertrag bis zum 30. Juni 2030, der eine Ausstiegsklausel in Höhe von 500 Millionen Euro beinhaltet. Im Januar 2025 verweigerte die spanische Fußball-Liga dem FC Barcelona eine Registrierung von Olmo für den Rest der Saison 2024/25. Grund für die Entscheidung der Liga sind die finanziellen Probleme der Katalanen. Olmo besteht auf den Vertrag, auch ohne Einsatzmöglichkeit. Liga und Verband entzogen Olmo und einem weiteren Neuzugang, Pau Víctor, aus dem Sommer 2024 die damals provisorisch erteilten Spielerpässe, weil Barça bis zum veranschlagten Stichtag am 31. Dezember 2024 nicht gemäß der Financial-Fairplay-Vorschriften nachweisen konnte, über die nötigen Ressourcen für deren Gehälter zu verfügen. Der FC Barcelona hatte den Nachweis der Ressourcen am 3. Januar 2025 nachgereicht und war gegen die Entscheidung von Liga und Verband beim Obersten Sportrat Spaniens vorgegangen. Der Sportrat setzte die Spielberechtigung beider Spieler mit einer einstweiligen Verfügung bis zum Ende der Verhandlungen wieder in Kraft.

### Nationalmannschaft
Olmo absolvierte 2014 drei Länderspiele für die U16-Auswahl des spanischen Fußballverbands. Nachdem er für die U17-Nationalmannschaft im März 2015 bereits dreimal in der EM-Qualifikation im Einsatz gewesen war, spielte er mit ihr im Mai 2015 bei der U17-Europameisterschaft in Bulgarien. Dort kam er in allen fünf Begegnungen seiner Mannschaft zum Einsatz, mit der er nach einer Niederlage im Viertelfinale gegen die deutsche U17 den sechsten Platz belegte.
Am 11. Oktober 2018 debütierte er in der U21-Nationalmannschaft, die in der EM-Qualifikation gegen die Nationalmannschaft Albaniens mit 1:0 siegte. Mit ihr nahm er an der vom 16. bis 30. Juni 2019 in Italien und San Marino ausgetragenen U-21-Fußball-Europameisterschaft teil. Er kam in zwei Spielen der Gruppe A, beim 2:1-Sieg über die Auswahl Belgiens und beim 5:0-Sieg über die Auswahl Polens zum Einsatz; in seinem ersten Gruppenspiel erzielte er das Tor zum 1:0 in der siebten Minute. Des Weiteren wurde er im Halbfinale, beim 4:1-Sieg über die Auswahl Frankreichs, und im Finale, beim 2:1-Sieg über die Auswahl Deutschlands, eingesetzt, wobei er jeweils ein weiteres Tor erzielte.
Im Rahmen der Qualifikation zur Europameisterschaft 2021 kam der Mittelfeldspieler erstmals für die spanische A-Nationalmannschaft zum Einsatz. Das Team qualifizierte sich ohne Niederlage für die Endrunde. Dort wurde er bei fünf von sechs Partien des spanischen Aufgebots, das im Halbfinale gegen Italien ausschied, eingesetzt.
Ende Juni 2021 wurde Olmo trotz seiner EM-Teilnahme in den Kader der spanischen Olympiaauswahl für das Fußballturnier der Olympischen Sommerspiele 2021 berufen und gewann mit seiner Mannschaft die Silbermedaille.

## Erfolge

### Nationalmannschaft
- Europameister: 2024
- U21-Europameister: 2019
- Olympische Silbermedaille: 2021

### Vereine
Kroatien
- Meister (4): 2015, 2016, 2018, 2019
- Pokalsieger (3): 2015, 2016, 2018
- Supercupsieger: 2019

Deutschland
- Pokalsieger (2): 2022, 2023
- Supercupsieger: 2023

Spanien
- Meister: 2025
- Pokalsieger: 2025
- Supercupsieger: 2025

### Individuell
- Torschützenkönig der Europameisterschaft: 2024 (mit Cody Gakpo, Harry Kane, Georges Mikautadze, Jamal Musiala und Ivan Schranz)
- Wahl in das Team des Turniers der Europameisterschaft 2024

## Persönliches
Er ist der Sohn des ehemaligen Fußballspielers und Fußballtrainers Miquel Olmo. Sein älterer Bruder Carlos (* 1996) spielt in der vierten kroatischen Liga bei NK Karlovac.